# Spigelia lundiana
Spigelia lundiana är en tvåhjärtbladig växtart som beskrevs av A. Dc.. Spigelia lundiana ingår i släktet Spigelia och familjen Loganiaceae. Inga underarter finns listade i Catalogue of Life.